# Mariposa (película de 2015)
Mariposa es una película argentina de drama romántico de 2015 escrita y dirigida por Marco Berger. La cinta está protagonizada por Ailín Salas y Javier De Pietro.

## Sinopsis
Una mariposa, criatura que simboliza el renacimiento y un nuevo comienzo, encarna el mundo de Romina y de Germán, un mundo que consiste en dos realidades paralelas. En una de ellas, crecen como hermanos que se desean y tratan de darle forma a su amor sin la realización sexual; en la otra son dos jóvenes que forman una amistad extraña en lugar de sucumbir a los sentimientos mutuos.

## Reparto
- Ailín Salas como Romina.
- Javier De Pietro como Germán.
- Julián Infantino como Bruno.
- Malena Villa como Mariela.
- Justo Calabria como Juan Pablo.
- Pilar Fridman como madre de Romina (joven).
- Alejandra Herren como madre de Romina (adulta).
- Ezequiel Almeida como padre de Germán (joven).
- Manuela Ideas como madre de Germán (joven).
- María Laura Cali como madre de Germán (adulta).
- Jorge Diez como padre de Germán (adulto).
- Javier Ulises Maestro como padre de Mariela.
- Camila Romagnolo como amiga de Germán.
- Santos Diego Bautista como Germán  (niño).
- Amanda Argañaraz como Romina (bebé).
- Antonia De Michelis como vendedora.
- Lala Mendia como madre de Mariela.
- Nahuel De Anna como chico de la plaza.